# Wilhelm Bittrich
Wilhelm Bittrich (ur. 26 lutego 1894 w Wernigerode, Cesarstwo Niemieckie, zm. 19 kwietnia 1979 w Wolfratshausen, RFN) – niemiecki wojskowy, nauczyciel i bojówkarz, SS-Obergruppenführer i generał Waffen-SS, dowódca 2 Dywizji Pancernej SS i II Korpusu Pancernego SS, zasłynął odparciem desantu na Arnhem. Weteran I i II wojny światowej oraz rewolucji listopadowej.

## Życiorys
Wilhelm Bittrich urodził się w miejscowości Wernigerode w górach Harz. W 1914 roku wstąpił do armii niemieckiej w stopniu szeregowca, a po jakimś czasie awansował do stopnia Unteroffizier. Służył w piechocie na froncie zachodnim i włoskim. W tym czasie otrzymał Krzyż Żelazny I i II klasy. 15 października 1915 roku został podporucznikiem. W 1916 został również przeniesiony do lotnictwa. Po wojnie walczył również we Freikorpsie.
Następnie krótko pracował jako nauczyciel sportu w szkole, a potem służył w Reichswehrze, jednak nie awansował.
Był członkiem Schutzstaffel od 1 lipca 1932 (numer 39 177) oraz NSDAP od 1 grudnia 1932 (legitymacja partyjna nr 829 700). 12 kwietnia 1934 roku awansował na SS-Obersturmführera. 
Od 1934 do 1939 należał do SS-Verfügungstruppe, z którego przeniósł się do Leibstandarte SS Adolf Hitler; dowodził w niej pułkiem Deutschland podczas inwazji na Polskę i Francję. 19 października 1941 roku awansował na SS-Brigadeführera. Później był dowódcą Dywizji Pancernej Das Reich oraz II Korpusu Pancernego SS, na którego czele walczył z alianckimi wojskami inwazyjnymi we Francji w 1944. 1 sierpnia 1944 awansował na SS-Obergrupenführera.  Największą sławę przyniosło mu zwycięstwo nad brytyjskimi spadochroniarzami w Arnhem podczas alianckiej operacji Market Garden, we wrześniu 1944. Pod koniec wojny, w pierwszej połowie kwietnia 1945 dowodził obroną Wiednia.
Po wojnie mieszkał w Bawarii. Na początku lat 70. współpracował z Corneliusem Ryanem przy pisaniu O jeden most za daleko. Generał, oprócz przekazania relacji o walkach pod Arnhem, sprostował informację, jakoby był utalentowanym pianistą (był nim jego brat). W nakręconym na podstawie książki filmie Bittricha zagrał Maximilian Schell.
Zmarł 19 kwietnia 1979 w szpitalu w bawarskiej miejscowości Wolfratshausen.

## Procesy powojenne
Pomimo zapewnień Bittricha, że w swojej karierze zawsze postępował zgodnie z honorem, po wpadnięciu 8 maja 1945 w ręce żołnierzy amerykańskich został wydany Francuzom, którzy oskarżali go o wydanie rozkazu rozstrzelania w Nîmes 17 członków Résistance. Generał bronił się twierdząc, że o masakrze nie wiedział, a po niej ukarał oficera żandarmerii, który wydał rozkazy.
Trybunał w Marsylii uznał go za winnego i 23 czerwca 1953 skazał na 5 lat więzienia. Jeszcze w tym samym roku ponownie stanął przed sądem za zbrodnie wojenne, ale sąd w Bordeaux uwolnił go od zarzutów i w 1954 zwolnił z więzienia.

## Opozycja wobec nazizmu
Podczas operacji Market Garden Albert Speer odwiedził front i miał okazję spotkać się z gen. Bittrichem. Speer napisał później:

Wcześniejsze wizyty pokazały mi, że na froncie zachodnim czyniono wysiłki, żeby dojść z wrogiem do porozumienia w poszczególnych sprawach. W Arnhem zastałem generała Bittricha z Waffen-SS w stanie furii. Dzień wcześniej jego II Korpus Pancerny SS prawie całkowicie zniszczył brytyjską 1 Dywizję Powietrznodesantową. Podczas walk generał zawarł porozumienie pozwalające przeciwnikowi na prowadzenie szpitala polowego za niemieckimi liniami. Ale funkcjonariusze partii postanowili zabić brytyjskich i amerykańskich lotników i Bittrich wyszedł na kłamcę.

Podobno Bittrich 15 lipca 1944 obiecał feldmarszałkowi Rommlowi, że on i podlegający mu oficerowie będą na jego rozkazy, zastrzegając jednak, że najpierw Hitler musi zostać odsunięty od władzy; ten warunek nigdy nie został spełniony.
Kiedy jego oddział otrzymał zadanie obrony Wiednia wiosną 1945, Bittrich pomimo rozkazów utrzymania miasta do ostatniego tchnienia, wyprowadził wojska, by uniknąć zniszczeń.

## Chronologia stopni wojskowych
- Schütze - 1914
- Unteroffizier - 1914
- Feldwebel - 1915
- Leutnant - 15.10.1915
- SS-Sturmführer - 31.10.1932
- SS-Obersturmführer - 12.04.1934
- SS-Hauptstumführer - 17.06.1934
- SS-Sturmbannführer - 01.10.1936
- SS-Obersturmbannführer - 30.01.1938
- SS-Standartenführer - 01.06.1939
- SS-Oberführer - 01.09.1940
- SS-Brigadeführer und Generalmajor der Waffen-SS - 19.10.1941
- SS-Gruppenführer und Generalleutnant der Waffen-SS - 01.05.1943
- SS-Obergruppenführer und General der Waffen-SS - 01.08.1944

## Odznaczenia
- Czarna Odznaka za Rany (Cesarstwo Niemieckie)[4]
- Krzyż Honorowy dla Walczących na Froncie[4]
- Krzyż Żelazny II Klasy z Okuciem Ponownego Nadania (25 września 1939)[4]
- Krzyż Żelazny I Klasy z Okuciem Ponownego Nadania (7 czerwca 1940)[4]
- Krzyż Rycerski Krzyża Żelaznego (14 grudnia 1941)[4]
  - Liście Dębu (28 sierpnia 1944)[4]
  - Liście Dębu i Miecze (6 maja 1945)[4]
- Złoty Krzyż Niemiecki (28 sierpnia 1943)[4]
- Wspomnienie w Wehrmachtbericht (27 czerwca 1944)[4]